# دانشگاه ایالتی مدان
دانشگاه ایالتی مدان (به لاتین: State University of Medan) یک دانشگاه در اندونزی است که در مدان واقع شده‌است.